# رناتا برگر
رناتا برگر (لهستانی: Renata Berger؛ زادهٔ ۱۴ سپتامبر ۱۹۵۴) بازیگر اهل لهستان است. وی دانش‌آموختهٔ مدرسه ملی فیلم ووچ است.
از فیلم‌ها یا مجموعه‌های تلویزیونی که وی در آن‌ها نقش داشته است، می‌توان به هفت آرزو، سال‌های شیرین، مهمانسرا، ده فرمان ۹، تاج پادشاهان، در خیابان سپولنی، قانون حقیقی، در خوشی و سختی، طایفه، راز ساگال و داستان‌های عاشقانه اشاره نمود.